# Der junge Törless
Der junge Törless ist ein Filmdrama aus dem Jahr 1966 und Volker Schlöndorffs Verfilmung des Romans Die Verwirrungen des Zöglings Törleß (1906) von Robert Musil, in dem ein Außenseiter Opfer sadistischer Quälereien seiner Mitschüler wird.

## Handlung
Anselm von Basini wird zur Zeit des österreichischen Kaiserreichs in einem Internat von zwei seiner Schulkameraden des Diebstahls überführt. Sie beschließen, ihn nicht der Internatsleitung anzuzeigen – was seinen Ausschluss zur Folge hätte –, sondern erpressen Basini, ihnen zu Diensten zu sein. Vom sadistisch orientierten Reiting und vom psychisch interessierten Beineberg wird Basini nachts in einer geheimen Kammer wiederholt gequält und schließlich sexuell missbraucht. Als Mitwisser beteiligt sich, von der physischen Folter fasziniert und abgestoßen zugleich, auch der junge Törless, der sich angesichts dieses Treibens zwar lediglich über seine eigenen homoerotischen Gefühle Klarheit verschaffen will, dabei jedoch trotz aller Distanzierung moralisch immer mehr zum Mittäter wird.
Als sich Basini schließlich, am Ende seiner Kräfte, an die Schulleitung wenden will, hetzen Beineberg und Reiting die anderen Schüler gegen ihn auf, treiben sie zur Lynchjustiz und sorgen so für einen schulinternen Skandal. Vor den Lehrern, die vor allem den guten Ruf des Internats wahren wollen, stellen sie sich jedoch ahnungslos. Törless aber, der in einem selbstkritischen Plädoyer das Nebeneinander von Gut und Böse konstatiert (Es geschieht einfach. Wir können nichts dagegen tun.) und sich nicht wie seine Mitschüler zu rechtfertigen versucht, macht sich verdächtig. Man rät ihm das Internat zu verlassen. Seine Mutter holt ihn ab und bringt ihn nach Hause.

## Kritiken
„Kongeniale Robert-Musil-Adaption, die der klaustrophobischen, von Dekadenz gezeichneten Atmosphäre ihrer Vorlage gerecht wird und auch deren subtile Psychologie präzise rekonstruiert. Zugleich eine auf die deutsche Geschichte bezogene Aktualisierung: Törless Verhalten demonstriert die fatalen Folgen einer inneren Emigration, deren Neutralität zum Mitläufertum wird. Volker Schlöndorffs Spielfilmdebüt überzeugt durch stilistische Geschlossenheit, professionelles Handwerk und kritische Intelligenz.“

„Schlöndorff hat seinen Film mit kühler Exaktheit inszeniert. Das Milieu ist gut getroffen, die Zeit (vor dem Ersten Weltkrieg) wird nur in wenigen Andeutungen skizziert, ist aber stets gegenwärtig. […] Schlöndorff schildert das alles sehr distanziert in genau kalkulierten Bildern und mit einer geschickt eingesetzten Musik, die Hans Werner Henze komponierte.“

„Eigenständige Verfilmung der Erzählung ‚Die Verwirrungen des Zöglings Törleß‘ von Robert Musil. Dieses Debüt des jungen Regisseurs Volker Schlöndorff ist stilistisch angemessen und aus einem Guß. Der Regisseur behandelt die wichtigsten Themenkreise des Romans, wie etwa die jedem Menschen ureigene Disposition zum Bösen (das es zu überwinden gilt). Aufgeschlossenen und diskussionsbereiten Erwachsenen nachdrücklich zu empfehlen.“

## Auszeichnungen
- Filmband in Gold für Regie und Drehbuch
- Kritikerpreis der FIPRESCI-Jury beim Filmfestival Cannes 1966
- Die Deutsche Film- und Medienbewertung FBW in Wiesbaden verlieh dem Film das Prädikat besonders wertvoll.

## Trivia
Ausschnitte des Films hat das Popmusik-Duo Pet Shop Boys für ihr Video zu The Lost Room verwendet.